# Resultados do Carnaval do Rio de Janeiro em 2009
Nesta página estão listados os resultados dos concursos de escolas de samba e de blocos de enredo do carnaval do Rio de Janeiro do ano de 2009. Os desfiles foram realizados entre os dias 21 e 28 de fevereiro de 2009.
Acadêmicos do Salgueiro conquistou seu nono título de campeão do carnaval carioca, quebrando o jejum de 16 anos sem vitórias. O desfile do Salgueiro foi sobre a história do tambor e também homenageou Mestre Louro, morto no ano anterior. O enredo "Tambor" foi desenvolvido pelo carnavalesco Renato Lage, que conquistou seu quarto título no carnaval do Rio. Esposa de Renato, Márcia Lage foi rebaixada com o Império Serrano. A escola reeditou o clássico samba-enredo "Lenda das Sereias - Rainha da Mar", de 1976, mas ficou classificada em último lugar. Campeã dos dois anos anteriores, a Beija-Flor ficou com o vice-campeonato com um desfile sobre o banho.
Se recuperando de um câncer no intestino, Neguinho da Beija-Flor se casou no Sambódromo, momentos antes do início do desfile de sua escola. O então presidente do Brasil, Luiz Inácio Lula da Silva, e a primeira dama, Marisa Letícia, foram padrinhos da cerimônia. Fazendo quimioterapia, Neguinho não pode participar do desfile das campeãs. As escolas do Grupo A se desfiliaram da AESCRJ e criaram uma nova entidade para organizar a segunda divisão, a LESGA. União da Ilha foi a campeã do Grupo A com um desfile sobre viagens.
A AESCRJ renomeou os demais grupos sob sua organização. Acadêmicos do Cubango e Unidos de Padre Miguel foram as campeãs do Grupo RJ-1 (antigo Grupo B). Cubango reeditou o clássico samba-enredo "Afoxé", com o qual a escola foi pentacampeã do carnaval de Niterói em 1979; enquanto a Unidos de Padre Miguel realizou um desfile sobre o vinho. Acadêmicos do Sossego venceu o Grupo RJ-2 (antigo Grupo C) com um desfile em homenagem à sua cidade-sede, Niterói. Engenho da Rainha conquistou o Grupo RJ-3 (antigo Grupo D). Em seu ano de estreia como escola de samba, Favo de Acari foi o campeão do Grupo RJ-4 (antigo Grupo E). Entre os blocos de enredo, Boca de Siri venceu o Grupo 1; Novo Horizonte foi o campeão do Grupo 2; e Amizade da Água Branca ganhou o Grupo 4.

## Grupo Especial
O desfile do Grupo Especial foi organizado pela Liga Independente das Escolas de Samba do Rio de Janeiro (LIESA) e realizado no Sambódromo da Marquês de Sapucaí, a partir das 21 horas dos dias 22 e 23 de fevereiro de 2009.
Ordem dos desfiles

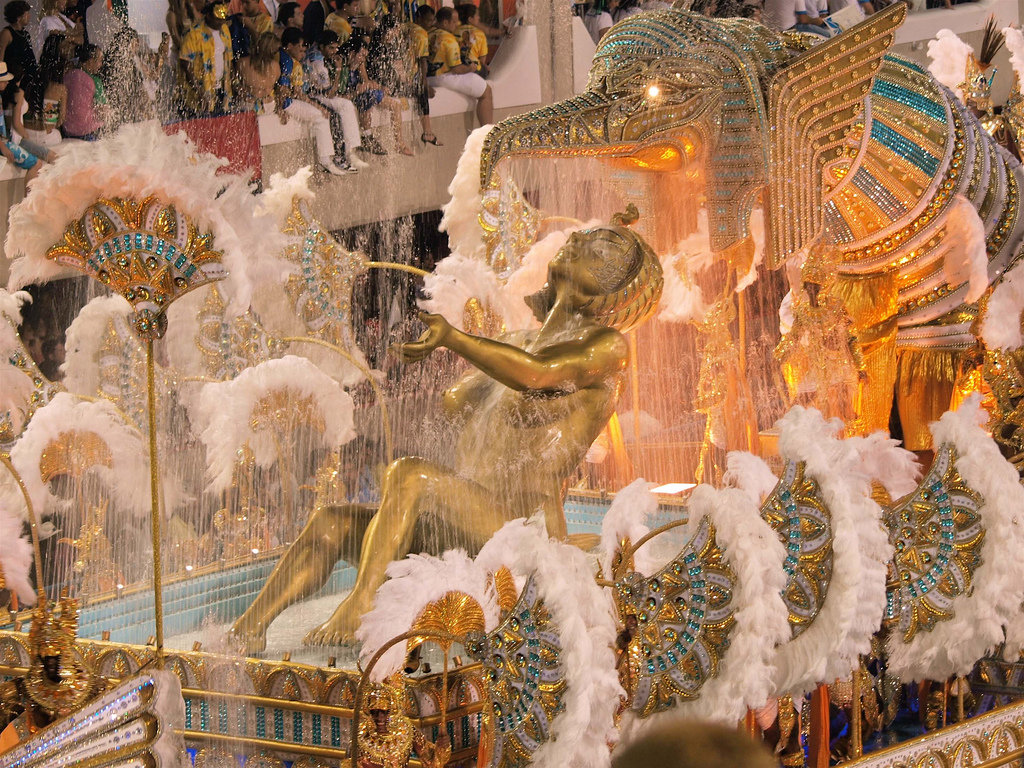
Beija-Flor foi vice-campeã do carnaval 2009 com desfile luxuoso sobre o banho.

A ordem dos desfiles foi definida através de sorteio realizado no dia 30 de junho de 2008 na Cidade do Samba. Para equilibrar as forças, as escolas foram divididas em pares, sendo que, dentro dos pares, cada escola desfilaria em uma noite diferente. Os pares formados foram: Beija-Flor e Mangueira; Salgueiro e Unidos da Tijuca; Grande Rio e Portela; Imperatriz Leopoldinense e Mocidade Independente de Padre Miguel; Viradouro e Vila Isabel.
Primeiro foi sorteada a noite de desfile de cada escola; depois foi sorteada a ordem de apresentação de cada noite. Após o sorteio foi permitido que as escolas negociassem a troca de posições dentro de cada noite. Apenas Mangueira e Portela trocaram de posições. Duas escolas tinham posições definidas e não participaram do sorteio: Campeão do Grupo A (segunda divisão) do ano anterior, o Império Serrano ficou responsável por abrir a primeira noite; penúltima colocada do Grupo Especial no ano anterior, a Unidos do Porto da Pedra ficou responsável por abrir a segunda noite.
| Domingo (22/02/2009) | Segunda-feira (23/02/2009) |
| 1. Império Serrano 2. Acadêmicos do Grande Rio 3. Unidos de Vila Isabel 4. Mocidade Independente de Padre Miguel 5. Beija-Flor 6. Unidos da Tijuca | 1. Unidos do Porto da Pedra 2. Acadêmicos do Salgueiro 3. Imperatriz Leopoldinense 4. Portela 5. Estação Primeira de Mangueira 6. Unidos do Viradouro |

Quesitos e julgadores
Foram mantidos os dez quesitos de avaliação dos anos anteriores e a mesma quantidade de julgadores (quatro por quesito).
| Quesitos | Quesitos                     | Julgador 1                       | Julgador 2                          | Julgador 3             | Julgador 4                |
| -------- | ---------------------------- | -------------------------------- | ----------------------------------- | ---------------------- | ------------------------- |
|          | Alegorias e Adereços         | Carlos Alberto de Araújo Marques | Walber Ângelo de Freitas            | Emil Ferreira          | Helenise Guimarães        |
|          | Enredo                       | Elizeu de Miranda Côrrea         | Luiz Antônio Araújo                 | Mariza Maline          | Flávio Freire Xavier      |
|          | Fantasias                    | Paulo Paradela                   | Regina Oliva                        | Drika Lucena           | Marcelo Marques           |
|          | Harmonia                     | Leandro Luís Vieira Oliveira     | Nilton Rodrigues                    | Léo Ortiz              | Célia Souto               |
|          | Samba-Enredo                 | Eri Galvão                       | Alexandre Augusto Ribeiro Wanderley | Marcelo Rodrigues      | Alice Serrano             |
|          | Conjunto                     | Wilson Martines                  | Daisy Guimarães                     | Gustavo Pazos Quintans | Sulamita Trzcina          |
|          | Evolução                     | Luiz Eduardo Rezende             | Carlos Pousa                        | Salete Lisboa          | Paulo Melgaço             |
|          | Comissão de Frente           | Paulo César Morato               | Rafaela Riveiro Ribeiro             | Cacá Mourthé           | Rafael David              |
|          | Bateria                      | Cláudio Luiz Matheus             | Leandro Osiris                      | Jorge Gomes            | Luiz Carlos Torquato Reis |
|          | Mestre-Sala e Porta-Bandeira | Áurea Härmmerli                  | Ilclemar Nunes                      | Tito Canha             | Beatriz Badejo            |

### Classificação

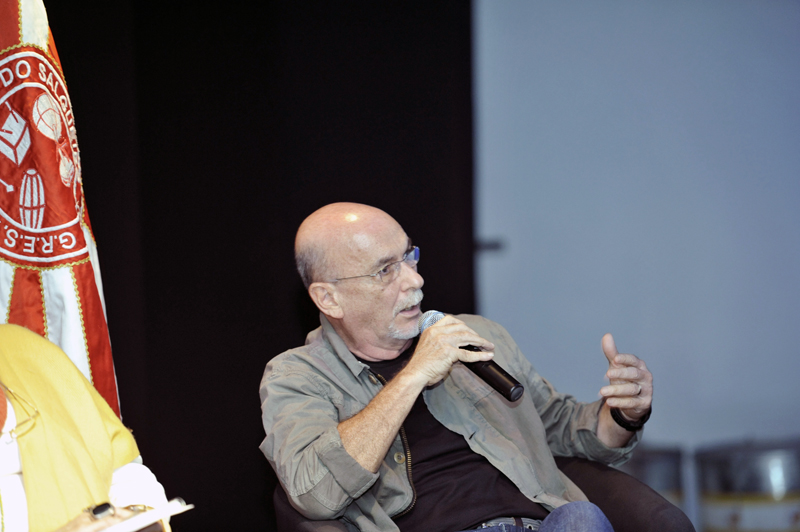
Renato Lage, campeão pelo Salgueiro, conquistou seu quarto título no Grupo Especial.

O Salgueiro conquistou seu nono título, quebrando o jejum de 16 anos sem vencer na elite do carnaval. O título anterior da escola foi conquistado em 1993 com "Peguei Um Ita no Norte". Segunda escola a se apresentar na segunda noite do Especial, o Salgueiro realizou um desfile sobre o tambor, abordando os rituais africanos e os projetos sociais do Brasil, como o AfroReggae e a Timbalada de Carlinhos Brown. A última alegoria do desfile reuniu todos os mestres de bateria do Grupo Especial numa homenagem a Mestre Louro, falecido no ano anterior. Louro foi diretor de bateria do Salgueiro por três décadas. A escola entrou e saiu da avenida recebendo gritos de "campeã" do público presente no sambódromo. O enredo "Tambor", foi desenvolvido pelo carnavalesco Renato Lage, que conquistou seu quarto título no Grupo Especial.
Campeã nos dois anos anteriores, a Beija-Flor ficou com o vice-campeonato de 2009 com um desfile sobre a história do banho. Portela se classificou em terceiro lugar com um desfile sobre o amor. Quarta colocada, a Unidos de Vila Isabel homenageou o centenário do Theatro Municipal do Rio de Janeiro. No ano da França no Brasil, a Grande Rio foi a quinta colocada com um desfile sobre a relação entre os dois países. Estação Primeira de Mangueira conquistou a última vaga do Desfile das Campeãs. A escola realizou um desfile sobre a miscigenação do Brasil, baseado no livro O Povo Brasileiro, de Darcy Ribeiro.
Imperatriz Leopoldinense foi a sétima colocada com um desfile em comemoração aos cinquenta anos da própria escola. O desfile marcou a despedida de Rosa Magalhães da agremiação após dezoito carnavais consecutivos e cinco campeonatos conquistados. Oitava colocada, a Unidos do Viradouro realizou um desfile em que traçava um paralelo entre o desenvolvimento sustentável e a força mística dos orixás. Unidos da Tijuca se classificou em nono lugar com um desfile sobre o espaço sideral. Unidos do Porto da Pedra foi a décima colocada com um desfile sobre a curiosidade. Penúltima colocada, a Mocidade Independente de Padre Miguel homenageou os escritores Machado de Assis e Guimarães Rosa. No início do desfile, o carro abre-alas teve um princípio de incêndio e chegou a atropelar o carnavalesco da escola. Recém promovido ao Grupo Especial, após vencer o Grupo A em 2008, o Império Serrano foi rebaixado de volta à segunda divisão. Último colocado, o Império reeditou seu clássico samba-enredo de 1976, "Lenda das Sereias - Rainha do Mar". O desfile de 2009 foi assinado pela carnavalesca Márcia Lage, esposa de Renato Lage, que foi campeão com o Salgueiro.

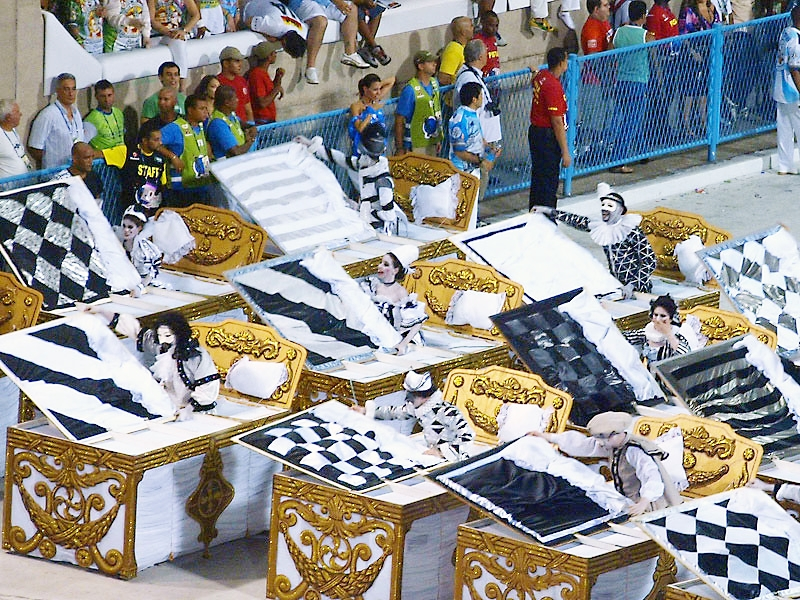
Comissão de frente da Vila Isabel, vencedora de todos os prêmios do ano.

| Legenda: Desfile das Campeãs Rebaixada para o Grupo A |

| Col. | Escola                                | Enredo                                                                                           | Carnavalesco(a)                                        | Pontos |
| ---- | ------------------------------------- | ------------------------------------------------------------------------------------------------ | ------------------------------------------------------ | ------ |
| 1    | Acadêmicos do Salgueiro               | Tambor                                                                                           | Renato Lage                                            | 399    |
| 2    | Beija-Flor                            | No Chuveiro da Alegria, quem Banha o Corpo Lava a Alma na Folia                                  | Alexandre Louzada, Fran Sérgio, Laíla e Ubiratan Silva | 398    |
| 3    | Portela                               | E por Falar em Amor, Onde Anda Você?                                                             | Lane Santana e Jorge Caribé                            | 397,9  |
| 4    | Unidos de Vila Isabel                 | Neste Palco da Folia, É Minha Vila que Anuncia: Theatro Municipal - A Centenária Maravilha       | Alex de Souza e Paulo Barros                           | 397,6  |
| 5    | Acadêmicos do Grande Rio              | Voilá, Caxias! Para Sempre Liberté, Egalité, Fraternité. Merci Beaucoup, Brésil! Não Tem de Quê! | Cahê Rodrigues                                         | 396,9  |
| 6    | Estação Primeira de Mangueira         | A Mangueira Traz os Brasis do Brasil Mostrando a Formação do Povo Brasileiro                     | Roberto Szaniecki                                      | 396,8  |
| 7    | Imperatriz Leopoldinense              | Imperatriz... Só Quer Mostrar que Faz Samba Também!                                              | Rosa Magalhães                                         | 396,4  |
| 8    | Unidos do Viradouro                   | Vira-Bahia, Pura Energia                                                                         | Milton Cunha                                           | 395,1  |
| 9    | Unidos da Tijuca                      | Tijuca 2009: Uma Odisséia Sobre o Espaço                                                         | Luiz Carlos Bruno                                      | 393,1  |
| 10   | Unidos do Porto da Pedra              | Não Me Proíbam Criar. Pois Preciso Curiar! Sou o País do Futuro e Tenho Muito a Inventar!        | Max Lopes                                              | 392,4  |
| 11   | Mocidade Independente de Padre Miguel | Mocidade Apresenta: Clube Literário Machado de Assis e Guimarães Rosa... Estrelas em Poesia!     | Cláudio Cebola                                         | 391,5  |
| 12   | Império Serrano                       | A Lenda das Sereias e os Mistérios do Mar (Reedição do próprio enredo de 1976)                   | Márcia Lage                                            | 390,7  |

### Premiações
- Campeão do carnaval, o Salgueiro recebeu a maioria dos prêmios de melhor escola do ano.
- O samba-enredo mais premiado foi o da Mangueira, composto por Gilson Bernini, Gustavo Clarão, Junior Fionda e Lequinho.
- A bateria mais premiada foi a Sinfônica do Samba, do Império Serrano, dirigida por Mestre Átila.
- A bateria da Viradouro, dirigida por Mestre Ciça, recebeu duas premiações.
- A comissão de frente da Vila Isabel, coreografada por Marcelo Misailidis, recebeu todos os prêmios.
- Neguinho da Beija-Flor foi o intérprete mais premiado.
- A ala de baianas mais premiada foi do Império Serrano.
- Renato Lage, do Salgueiro, recebeu os prêmios de melhor carnavalesco.

| Prêmios 2009          | Melhor Escola | Samba-Enredo | Melhor Enredo | Melhor Bateria  | Mestre-Sala e Porta-Bandeira                   | Comissão de Frente | Melhor Intérprete      | Melhor Ala de Baianas | Melhor Carnavalesco     |
| --------------------- | ------------- | ------------ | ------------- | --------------- | ---------------------------------------------- | ------------------ | ---------------------- | --------------------- | ----------------------- |
| Estandarte de Ouro    | Salgueiro     | Mangueira    | Salgueiro     | Império Serrano | Julinho (Vila) e Selminha (Beija-Flor)         | Vila Isabel        | Neguinho da Beija-Flor | Império Serrano       | -                       |
| Estrela do Carnaval   | Salgueiro     | Mangueira    | -             | Império Serrano | Julinho e Rute (Vila)                          | Vila Isabel        | Neguinho da Beija-Flor | Imperatriz            | Renato Lage (Salgueiro) |
| Tamborim de Ouro      | Vila Isabel   | Grande Rio   | Mangueira     | Salgueiro       | Sidclei e Squel (Grande Rio)                   | Vila Isabel        | Wantuir (Grande Rio)   | Império Serrano       | -                       |
| Troféu Rádio Manchete | Salgueiro     | Mangueira    | Vila Isabel   | Viradouro       | Marquinhos (Mangueira) e Verônica (Imperatriz) | Vila Isabel        | Gilsinho (Portela)     | Grande Rio            | -                       |
| Troféu Sambario       | Salgueiro     | Viradouro    | Salgueiro     | Império Serrano | Claudinho e Selminha (Beija-Flor)              | Vila Isabel        | Neguinho da Beija-Flor | Império Serrano       | -                       |
| Plumas & Paetês       | -             | Mangueira    | -             | Viradouro       | -                                              | Vila Isabel        | -                      | -                     | Renato Lage (Salgueiro) |

### Desfile das Campeãs
O Desfile das Campeãs foi realizado a partir das 21 horas e 15 minutos do sábado, dia 28 de fevereiro de 2009, no Sambódromo da Marquês de Sapucaí. As seis primeiras colocadas do Grupo Especial desfilaram seguindo a ordem inversa de classificação.
| Ordem dos desfiles |
| 1. Estação Primeira de Mangueira 2. Acadêmicos do Grande Rio 3. Unidos de Vila Isabel 4. Portela 5. Beija-Flor 6. Acadêmicos do Salgueiro |

## Grupo A
O desfile do Grupo A foi realizado a partir das 20 horas e 25 minutos do sábado, dia 21 de fevereiro de 2009, no Sambódromo da Marquês de Sapucaí. Foi organizado pela Liga das Escolas de Samba do Grupo de Acesso (LESGA), entidade criada no ano anterior para coordenar a segunda divisão do carnaval carioca.
| Ordem dos desfiles |
| 1. São Clemente 2. Estácio de Sá 3. Inocentes de Belford Roxo 4. Paraíso do Tuiuti 5. Império da Tijuca 6. União da Ilha do Governador 7. Acadêmicos da Rocinha 8. Renascer de Jacarepaguá 9. Acadêmicos de Santa Cruz 10. Caprichosos de Pilares |

Quesitos e julgadores
Foram mantidos os oito quesitos de avaliação dos anos anteriores e a mesma quantidade de julgadores (quatro por quesito). Assim como nos anos anteriores, a coordenação dos julgadores ficou a cargo da Secretaria de Cultura da Prefeitura do Rio de Janeiro.
| Quesitos | Quesitos                     | Julgadores          | Julgadores          | Julgadores              | Julgadores                    |
| -------- | ---------------------------- | ------------------- | ------------------- | ----------------------- | ----------------------------- |
|          | Bateria                      | Andre Bonatte       | Carlos Negreiros    | Eduardo Gallotti        | Paulo Cesar Mariotine         |
|          | Samba-Enredo                 | Denise Krammer      | Lilia Gutman        | Marco Costa             | Wanderley Monteiro            |
|          | Conjunto Harmônico           | Geisa Ketti         | Leo Videla          | Sebastiana Elisa Santos | Thiago Carvalho               |
|          | Fantasias                    | Alexandre Gonçalves | Eduardo Simão Pinto | Jorge Luiz Ignácio      | Madson Luis Gomes de Oliveira |
|          | Enredo                       | Bruno Filippo       | Cristiano Borges    | Luis Gustavo Leite      | Paulo Henrique Ferreira       |
|          | Comissão de Frente           | Camila Fersi        | Carlos Manoel       | Dora de Andrade         | Marcello Moragas              |
|          | Alegorias e Adereços         | Alberto de Avyz     | Paulo Cesar Alves   | Ricardo Gomes Lopes     | Sonia Salcedo                 |
|          | Mestre-Sala e Porta-Bandeira | Flávia Meirelles    | Lídia Larangeira    | Ligia Tourinho          | Manoel Francisco              |

### Classificação
União da Ilha do Governador foi a campeã, garantindo seu retorno ao Grupo Especial, de onde estava afastada desde 2001. Foi o segundo título da escola na segunda divisão. A União da Ilha realizou um desfile sobre viagens, sendo saudada pelo público com gritos de "é campeã". A escola perdeu apenas um décimo, no Quesito Alegorias e Adereços.

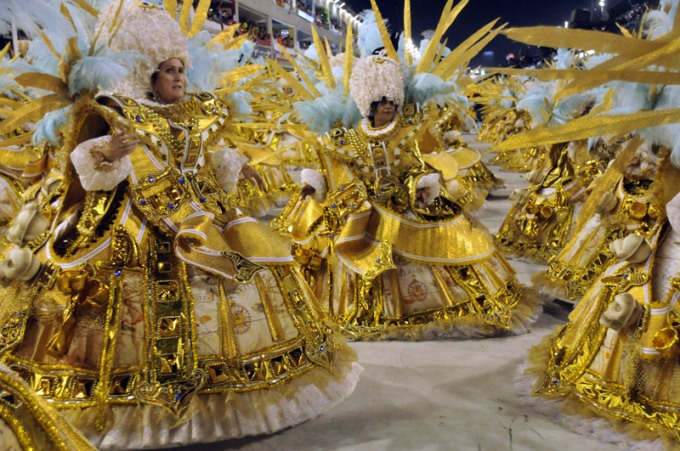
Baianas da Renascer de Jacarepaguá em 2009. Escola foi a vice-campeã do Grupo A.

Renascer de Jacarepaguá foi a vice-campeã com um desfile sobre os meios de transporte. Terceira colocada, a Acadêmicos da Rocinha homenageou o desenhista J. Carlos, morto em 1950. São Clemente se classificou na quarta colocação com um desfile em homenagem ao primeiro palhaço negro do Brail, Benjamin de Oliveira, morto em 1954. Com um desfile sobre a chita, a Estácio de Sá obteve o quinto lugar. Acadêmicos de Santa Cruz foi a sexta colocada com um desfile sobre a preservação do meio ambiente e do Planeta Terra. Sétima colocada, a Paraíso do Tuiuti realizou um desfile sobre o Cassino da Urca, fechado em 1946, quando foram proibidos os cassinos no Brasil. Império da Tijuca se classificou na oitava colocação reeditando seu clássico samba-enredo de 1977, em homenagem a Mestre Vitalino. Com um desfile em homenagem ao ex-governador do Rio de Janeiro, Leonel Brizola, morto em 2004, a Inocentes de Belford Roxo obteve o nono lugar. Última colocada, a Caprichosos de Pilares realizou um desfile com enredo semelhante ao da Renascer, sobre os meios de transporte. Antes da apuração, o então presidente da LESGA e da Inocentes de Belford Roxo, Reginaldo Gomes, anunciou que nenhuma escola seria rebaixada. A justificativa foi o atraso no rapasse de verbas públicas pela Prefeitura do Rio de Janeiro.

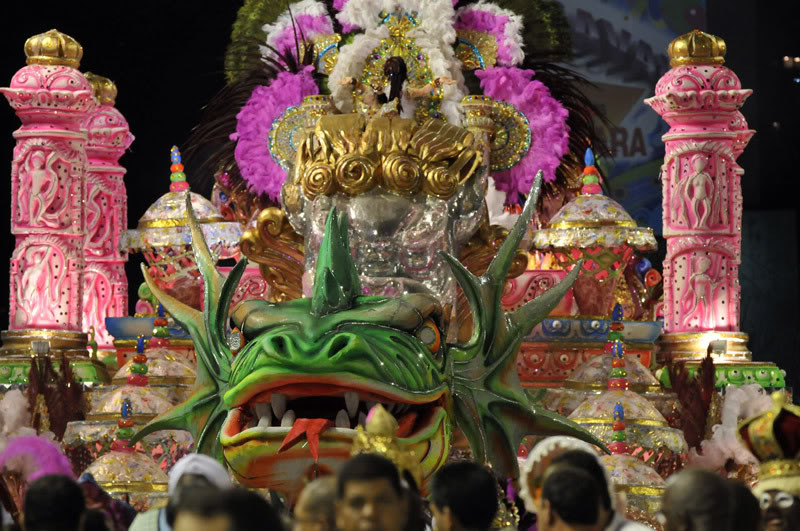
Desfile da Estácio de Sá em 2009.

| Legenda: Promovida ao Grupo Especial |

| Col. | Escola                      | Enredo                                                                                       | Carnavalesco(a)                              | Pontos |
| ---- | --------------------------- | -------------------------------------------------------------------------------------------- | -------------------------------------------- | ------ |
| 1    | União da Ilha do Governador | Viajar É Preciso - Viagens Extraordinárias Através de Mundos Conhecidos e Desconhecidos      | Jack Vasconcelos                             | 239,9  |
| 2    | Renascer de Jacarepaguá     | Como Vai, Vai Bem? Veio a Pé ou Veio de Trem?                                                | Paulo Barros e Paulo Menezes                 | 239,2  |
| 3    | Acadêmicos da Rocinha       | Tem Francesinha no Salão... O Rio no Meu Coração!                                            | Fábio Ricardo                                | 239    |
| 4    | São Clemente                | O Beijo Moleque da São Clemente                                                              | Mauro Quintaes                               | 238,5  |
| 5    | Estácio de Sá               | Que Chita Bacana                                                                             | Cid Carvalho                                 | 238,1  |
| 6    | Acadêmicos de Santa Cruz    | S.O.S Planeta Terra - Santuário da Vida                                                      | André Marins, Munir Nicolau e Rosele Nicolau | 237,8  |
| 7    | Paraíso do Tuiuti           | O Cassino da Urca                                                                            | Eduardo Gonçalves                            | 236,8  |
| 8    | Império da Tijuca           | O Mundo de Barro de Mestre Vitalino (Reedição do próprio enredo de 1977)                     | Fábio Santos                                 | 236,3  |
| 9    | Inocentes de Belford Roxo   | Do Rio Grande do Sul ao Rio de Janeiro, a Inocentes Canta: Brizola, a Voz do Povo Brasileiro | Cristiano Bara e Fran Sérgio                 | 235,9  |
| 10   | Caprichosos de Pilares      | No Transporte da Alegria... Me Leva Caprichosos a Caminho da Folia                           | Sandro Gomes                                 | 235,3  |

### Premiações
- Quinta colocada do Grupo A, a Estácio de Sá recebeu a maioria dos prêmios de melhor escola.
- O samba-enredo mais premiado foi da Renascer, composto por Gabriel da Penha, Leandro Nogueira, Luiz Gustavo, Deco e Hélio Luna.
- A bateria mais premiada foi da União da Ilha, dirigida por Mestre Riquinho.

| Prêmios 2009          | Melhor Escola | Samba-Enredo | Melhor Enredo | Melhor Bateria    | Mestre-Sala e Porta-Bandeira       | Comissão de Frente | Melhor Intérprete       | Ala de Baianas |
| --------------------- | ------------- | ------------ | ------------- | ----------------- | ---------------------------------- | ------------------ | ----------------------- | -------------- |
| Estandarte de Ouro    | Estácio       | Inocentes    | -             | -                 | -                                  | -                  | -                       | -              |
| Estrela do Carnaval   | Estácio       | -            | -             | União da Ilha     | Patrícia e Tuninho (Estácio)       | União da Ilha      | -                       | -              |
| S@mba-Net             | Estácio       | Renascer     | Estácio       | União da Ilha     | Luis Augusto e Denadir (Renascer)  | Estácio            | Zé Paulo (Caprichosos)  | Estácio        |
| Troféu Sambario       | Estácio       | Renascer     | São Clemente  | -                 | -                                  | -                  | Pixulé (Imp. da Tijuca) | -              |
| Troféu Jorge Lafond   | União da Ilha | Renascer     | Estácio       | Paraíso do Tuiuti | Paulo César e Rosilane (Inocentes) | Renascer           | Anderson Paz (Rocinha)  | São Clemente   |
| Troféu Rádio Manchete | Estácio       | Renascer     | -             | -                 | -                                  | -                  | -                       | -              |
| Plumas & Paetês       | -             | -            | -             | União da Ilha     | -                                  | Rocinha            | -                       | -              |

## Grupo Rio de Janeiro 1
A terceira divisão do carnaval foi renomeada de Grupo B para Grupo Rio de Janeiro 1. O desfile foi organizado pela Associação das Escolas de Samba da Cidade do Rio de Janeiro (AESCRJ) e realizado a partir da noite da terça-feira, dia 24 de fevereiro de 2009, no Sambódromo da Marquês de Sapucaí.
| Ordem dos desfiles |
| 1. Alegria da Zona Sul 2. Independente da Praça da Bandeira 3. União de Jacarepaguá 4. União do Parque Curicica 5. Corações Unidos do Amarelinho 6. Tradição 7. Sereno de Campo Grande 8. Unidos de Padre Miguel 9. Lins Imperial 10. Unidos do Jacarezinho 11. Acadêmicos do Cubango 12. Arrastão de Cascadura 13. Boi da Ilha do Governador 14. Arranco |

### Classificação
Acadêmicos do Cubango e Unidos de Padre Miguel foram as campeãs do Grupo RJ-1. As duas escolas conquistaram a nota máxima de todos os julgadores, sendo impossível o desempate. A Cubango reeditou o clássico samba-enredo "Afoxé", com o qual conquistou o pentacampeonato do Carnaval de Niterói em 1979. Com a vitória, a escola garantiu seu retorno ao Grupo A, de onde estava afastada desde o ano anterior, quando foi rebaixada. A Unidos de Padre Miguel realizou um desfile sobre o vinho, sendo promovida à segunda divisão, de onde estava afastada desde 1985.
| Legenda: Promovidas ao Grupo A Rebaixadas para o Grupo RJ-2 |

| Col. | Escola                            | Enredo                                                                                     | Carnavalesco(a)                                                           | Pontos |
| ---- | --------------------------------- | ------------------------------------------------------------------------------------------ | ------------------------------------------------------------------------- | ------ |
| 1    | Acadêmicos do Cubango             | Afoxé É Cortejo, É Ritual, É Festa. Afoxé É Carnaval! (Reedição do próprio enredo de 1979) | Léo Morais e Sérgio Silva                                                 | 240    |
| 1    | Unidos de Padre Miguel            | Vinho, Néctar dos Deuses - A Celebração da Vida                                            | Edward Moraes e Guilherme Alexandre                                       | 240    |
| 3    | União do Parque Curicica          | O Carioca É Aquele: Espírito, Paixão e Fé                                                  | Amauri Santos                                                             | 239,6  |
| 4    | Unidos do Jacarezinho             | Ora, Pois, Pois... Tem Patimcum Bum à Vista!                                               | Alex de Oliveira                                                          | 239,2  |
| 5    | Arranco                           | O Arranco É Todo Amor...                                                                   | Edson Pereira e Severo Luzardo                                            | 239    |
| 6    | Sereno de Campo Grande            | Eu Fiz Tudo pra Você não Esquecer de Mim. 'Ta-hí' – Cem Anos de Carmen Miranda             | Adilson Pinto, Amarildo de Mello e Rodrigo Mello                          | 239    |
| 7    | União de Jacarepaguá              | A Toda Hora Rola Uma História, com Samba e Chorinho de Paulinho da Viola                   | Wagner Almeida                                                            | 238,6  |
| 8    | Boi da Ilha do Governador         | Abram-se as Cortinas! Bravo! 100 anos do Theatro Municipal em Cena Aberta na Sapucaí       | Sandro Carvalho                                                           | 238,3  |
| 9    | Lins Imperial                     | Lapa: Estrela da Vida Inteira                                                              | Flávio Mello, Mariana Cardeal, Rogério Rodrigues e Ronaldo Abrahão        | 238,1  |
| 10   | Tradição                          | Saquarema, Princesinha da Costa do Sol. De Capital do Surfe à Casa do Vôlei                | Clemente, Galo, José Carlos Viana, Mazinho, Samuel Gasman e Wiliam        | 237,9  |
| 11   | Alegria da Zona Sul               | Heitor dos Prazeres, Carioca da Gema, Um Artista de Corpo e Alma                           | Flávio Campello, Marco Antonio Falleiros e Rodrigo Sampaio                | 237,6  |
| 12   | Independente da Praça da Bandeira | Redescobrindo a História e a Cultura do Rio de Janeiro                                     | Ricardo Netto e Ricardo Paulino                                           | 236    |
| 13   | Arrastão de Cascadura             | E Foram Felizes para Sempre... A Química Perfeita das Duplas                               | Cleyton Rosa, Flávia Moreira, Heriton Bakury, Júnior Schall e Sônia Maria | 233,6  |
| 14   | Corações Unidos do Amarelinho     | O Grito de Amor e Rebeldia de Uma Pátria Livre                                             | Humberto Abrantes                                                         | 233,5  |

### Premiações
Uma das campeãs do grupo, a Unidos de Padre Miguel recebeu todos os prêmios de melhor escola.
| Prêmios 2009          | Melhor Escola       | Samba-Enredo         | Melhor Enredo   | Melhor Bateria | Mestre-Sala e Porta-Bandeira       | Comissão de Frente   | Melhor Intérprete      | Ala de Baianas      |
| --------------------- | ------------------- | -------------------- | --------------- | -------------- | ---------------------------------- | -------------------- | ---------------------- | ------------------- |
| S@mba-Net             | Unidos de P. Miguel | Boi da Ilha          | Parque Curicica | Cubango        | Hugo e Andressa (Sereno)           | Arranco              | Igor Vianna (Tradição) | Boi da Ilha         |
| Troféu Jorge Lafond   | Unidos de P. Miguel | Boi da Ilha          | Boi da Ilha     | Arranco        | Jéferson e Kátia (Parque Curicica) | União de Jacarepaguá | Leléu (Arranco)        | Unidos de P. Miguel |
| Troféu Rádio Manchete | Unidos de P. Miguel | -                    | -               | -              | -                                  | -                    | -                      | -                   |
| Troféu Sambario       | -                   | União de Jacarepaguá | -               | -              | -                                  | -                    | -                      | -                   |

## Grupo Rio de Janeiro 2
A quarta divisão do carnaval foi renomeada de Grupo C para Grupo Rio de Janeiro 2. O desfile foi organizado pela AESCRJ e realizado a partir da noite do domingo, dia 22 de fevereiro de 2009, na Estrada Intendente Magalhães.
| Ordem dos desfiles |
| 1. Unidos de Lucas 2. Acadêmicos da Abolição 3. Unidos de Cosmos 4. Unidos do Cabuçu 5. Unidos da Ponte 6. Unidos do Cabral 7. Vizinha Faladeira 8. Acadêmicos do Dendê 9. Flor da Mina do Andaraí 10. Difícil É o Nome 11. Unidos de Manguinhos 12. Acadêmicos de Vigário Geral 13. Acadêmicos do Sossego 14. Mocidade de Vicente de Carvalho |

### Classificação
Acadêmicos do Sossego foi campeão com dois décimos de diferença para a Flor da Mina do Andaraí. Com a vitória, o Sossego garantiu seu retorno à terceira divisão, de onde estava afastado desde 2003. O Sossego realizou um desfile sobre a sua cidade-sede, Niterói, conhecida como "Cidade Sorriso". A vice campeã, Flor da Mina, também foi promovida ao Grupo RJ-1, divisão da qual estava afastada desde 2007. Mocidade de Vicente de Carvalho se classificou em terceiro lugar e também garantiu seu retorno à terceira divisão, de onde foi rebaixada no ano anterior.
| Legenda: Promovidas ao Grupo RJ-1 Rebaixadas para o Grupo RJ-3 |

| Col. | Escola                          | Enredo                                                                   | Carnavalesco(a)                      | Pontos |
| ---- | ------------------------------- | ------------------------------------------------------------------------ | ------------------------------------ | ------ |
| 1    | Acadêmicos do Sossego           | Sorria, Você Está Numa Cidade com Muito Sorriso, Suor e Sossego          | Eduardo Pinho e Roberto Bezerra      | 160    |
| 2    | Flor da Mina do Andaraí         | Eu Era Feliz e não Sabia...                                              | Diangelo Fernandes e Rodrigo Sampaio | 159,8  |
| 3    | Mocidade de Vicente de Carvalho | Pelas Ruas da Cidade, Abram Alas para a Mocidade                         | Marcus Ferreira                      | 159    |
| 4    | Acadêmicos da Abolição          | Rio São Francisco, Um Tanto Pai, Um Tanto Mestre, Um Tanto Santo         | Morgana Bastos                       | 158,4  |
| 5    | Unidos da Ponte                 | Circo, Alegria do Povão                                                  | Ricardo Paulino                      | 158,2  |
| 6    | Vizinha Faladeira               | A Luz da Vida Jamais se Extinguirá                                       | Antonio Carlos Cerezzo               | 157,8  |
| 7    | Unidos do Cabuçu                | Experiência Mística                                                      | Luiz Carlos Guimarães                | 157,5  |
| 8    | Difícil É o Nome                | 100 Anos de Glórias do Theatro Municipal                                 | Flávio Alberto Campello              | 157    |
| 9    | Unidos de Cosmos                | Tem Prefeito no Samba, É o Dr. Pedro Ernesto nos Braços do Povo          | Flávio Almeida e Raphael Ladeira     | 157    |
| 10   | Acadêmicos do Dendê             | Pode Preparar o Seu Confete que Esse Ano na Avenida tem Manchete         | Paulo Brasil                         | 156,1  |
| 11   | Unidos de Manguinhos            | O Poeta de Todos os Lugares... Arlindo Cruz: e o Samba Se Fez Poesia!    | Leonardo Soares                      | 156    |
| 12   | Unidos de Lucas                 | Men Sana In Corpore Sano - Reciclando a Consciência para Um Mundo Melhor | Comissão de Carnaval                 | 155,9  |
| 13   | Unidos do Cabral                | É o fim da picada, uma questão nacional                                  | Wilton Rodrigues                     | 154,3  |
| 14   | Acadêmicos de Vigário Geral     | Água, Fonte de Vida. Um Grito de Alerta ao Patrimônio da Terra           | Laerte Gulini                        | 150,7  |

## Grupo Rio de Janeiro 3
A quinta divisão do carnaval foi renomeada de Grupo D para Grupo Rio de Janeiro 3. O desfile foi organizado pela AESCRJ e realizado a partir da noite da segunda-feira, dia 23 de fevereiro de 2009, na Estrada Intendente Magalhães.
| Ordem dos desfiles |
| 1. Mocidade Unida de Jacarepaguá 2. Em Cima da Hora 3. Leão de Nova Iguaçu 4. Delírio da Zona Oeste 5. Mocidade Unida do Santa Marta 6. Acadêmicos do Engenho da Rainha 7. Unidos da Vila Kennedy 8. Mocidade Independente de Inhaúma 9. Imperial de Morro Agudo 10. Unidos do Sacramento 11. Unidos da Vila Santa Tereza 12. Rosa de Ouro 13. Unidos do Anil 14. Arame de Ricardo 15. Gato de Bonsucesso |

### Classificação
Acadêmicos do Engenho da Rainha foi a campeã, garantindo seu retorno à quarta divisão, de onde estava afastada desde 2007, quando foi rebaixada do Grupo C. A vice-campeã, Unidos da Vila Santa Tereza, também foi promovida ao Grupo RJ-2, divisão da qual estava afastada desde 1995. Unidos da Vila Kennedy se classificou em terceiro lugar e também garantiu seu retorno à quarta divisão, de onde estava afastada desde 2004.
| Legenda: Promovidas ao Grupo RJ-2 Rebaixadas para o Grupo RJ-4 |

| Col. | Escola                           | Enredo | Carnavalesco(a)                                                               | Pontos |
| ---- | -------------------------------- | --- | ----------------------------------------------------------------------------- | ------ |
| 1    | Acadêmicos do Engenho da Rainha  | Doces Lembranças | Cláudio Calixto e Waldo Rocha                                                 | 160    |
| 2    | Unidos da Vila Santa Tereza      | Ontem, Hoje e Amanhã... Brincando de Médico e Boneca de Trança Levam as Crianças do Futuro a Esperança do Nosso Planeta | Cristiano Bara                                                                | 159,3  |
| 3    | Unidos da Vila Kennedy           | Dos Cucumbis à Pequena África ao Esplendor do Ziriguidum                                                                | Fernando Lamour                                                               | 159,3  |
| 4    | Rosa de Ouro                     | Não Há Limite para o Sonho. Quem Ousa Vence                                                                             | Rogério Lima                                                                  | 158,8  |
| 5    | Em Cima da Hora                  | Sob as Barbas de Noé, Colori de Azul e Branco a Arca de Vinícius                                                        | André Tabuquini e Anna Clara Tavares                                          | 158,3  |
| 6    | Unidos do Anil                   | Chico Total! Sou Anil e Faço Carnaval                                                                                   | Sidney Rocha                                                                  | 158    |
| 7    | Gato de Bonsucesso               | Encantos e Bruxarias na Corte do Rei-Sol                                                                                | Arthur Reiy e Gio Salles                                                      | 157,2  |
| 8    | Mocidade Unida de Jacarepaguá    | Usina de Samba - Praia e Carnaval                                                                                       | Luciano Santos                                                                | 156,3  |
| 9    | Mocidade Independente de Inhaúma | Gritos de Liberdade | Luiz Fernando de Oliveira                                                     | 155,8  |
| 10   | Imperial de Morro Agudo          | Do Templo da Sabedoria ao Fórum Mundial da Educação. A UNIG É a Boa Semente que Germinou Neste Chão                     | Juninho                                                                       | 155,3  |
| 1    | Delírio da Zona Oeste            | E Agora Garçom, Pode Trazer a Saideira...                                                                               | Ana Cristina, Daiana Andrade, Dayse King, Elza Maria Sampaio e Regina Passaes | 155,1  |
| 12   | Mocidade Unida do Santa Marta    | Amazonas, Suas Lendas, Crenças e Festejos                                                                               | Walmir de Oliveira                                                            | 154,4  |
| 13   | Leão de Nova Iguaçu              | Da Pré-história ao Carnaval, o Leão Conta a Sua História                                                                | Marco Aramha e Marcyo de Olliveira                                            | 154,3  |
| 14   | Arame de Ricardo                 | Imperador Sal, Tempera e Salva Nossas Vidas                                                                             | Walter Barros                                                                 | 154,1  |
| 15   | Unidos do Sacramento             | Se Todos Fossem Iguais a Você. Maysa... Eternamente, Maysa!                                                             | Almir Jhunior                                                                 | 141,2  |

## Grupo Rio de Janeiro 4
A sexta divisão do carnaval foi renomeada de Grupo E para Grupo Rio de Janeiro 4. O desfile foi organizado pela AESCRJ e realizado a partir da noite da terça-feira, dia 24 de fevereiro de 2009, na Estrada Intendente Magalhães.
| Ordem dos desfiles |
| 1. Unidos da Villa Rica 2. Boêmios de Inhaúma 3. Unidos do Uraiti 4. Infantes da Piedade 5. União de Guaratiba 6. União de Vaz Lobo 7. Paraíso da Alvorada 8. Favo de Acari |

### Classificação
Em seu ano de estreia como escola de samba, a Favo de Acari conquistou o campeonato do Grupo RJ-4. Com a vitória, a escola foi promovida à quinta divisão. O Favo de Acari foi fundado como bloco em 2004. Foi campeão, consecutivamente, de todos os grupos dos blocos de enredo até transformar-se em escola de samba em 2009. A vice-campeã, Unidos da Villa Rica, também foi promovida ao Grupo RJ-3, divisão da qual foi rebaixada no ano anterior. União de Vaz Lobo se classificou em terceiro lugar e também garantiu seu retorno à quinta divisão, de onde foi rebaixada no ano anterior.
| Legenda: Promovidas ao Grupo RJ-3 Suspensa |

| Col. | Escola               | Enredo                                                            | Carnavalesco(a)                  | Pontos |
| ---- | -------------------- | ----------------------------------------------------------------- | -------------------------------- | ------ |
| 1    | Favo de Acari        | Uma Viagem a Um Lugar Onde a Magia Se Transforma em Fantasia      | Nelson Costa                     | 160    |
| 2    | Unidos da Villa Rica | Villa Rica de Janeiro a Janeiro Festeja o Calendário Brasileiro   | Alexandre Rangel e Rafael Torres | 159,1  |
| 3    | União de Vaz Lobo    | Ao Cair da Noite, a Vaz Lobo Traz Trabalho                        | Carlos Callado                   | 158,5  |
| 4    | Paraíso da Alvorada  | Os Verdadeiros Donos da Terra Chamada Brasil e Seus Descobridores | Agnaldo Corrêa                   | 157,6  |
| 5    | Infantes da Piedade  | Nilópolis, a Saga dos Imigrantes                                  | Luiz Macedo                      | 156,3  |
| 6    | Boêmios de Inhaúma   | Samba, Praia e Futebol. Sorria Você Está no Rio de Janeiro!       | Wagner Silva                     | 153,7  |
| 7    | Unidos do Uraiti     | Ginga, a Rainha Quilombola                                        | Braulio Malheiro                 | 153,4  |
| 8    | União de Guaratiba   | Lendas e Segredos do Menino Príncipe dos Rios e Matas - Logun Edé | Cláudio Fontes e Valéria Martins | 151,6  |

## Escolas mirins
O desfile das escolas mirins foi organizado pela Associação das Escolas de Samba Mirins do Rio de Janeiro (AESM-Rio) e realizado na sexta-feira, dia 20 de fevereiro de 2009, no Sambódromo da Marquês de Sapucaí. Duas agremiações não desfilaram: a Inocentes da Caprichosos e a Virando Esperança (da Viradouro). A maioria dos desfiles fez referência ao ano da França no Brasil. As escolas mirins não são julgadas.
| Ordem dos desfiles | Escola                                 | Enredo |
| ------------------ | -------------------------------------- | --- |
| 1                  | Filhos da Águia                        | Filhos da Águia É Sonho, Cor e Fantasia! E Leva Mônica e Sua Turma à França com Alegria                       |
| 2                  | Império do Futuro                      | A Império do Futuro Desfila na Sapucaí! Avec Élegance, Merci                                                  |
| 3                  | Corações Unidos do Ciep                | Uma Aquarela Francesa Descobre o Paraíso Tropical                                                             |
| 4                  | Herdeiros da Vila                      | Suor e Conquista, a Vila em Transformação                                                                     |
| 5                  | MEL do Futuro                          | O Rio em Preto e Branco - França.br2009                                                                       |
| 6                  | Mangueira do Amanhã                    | Brazil com Z É pra Cabra da Peste. Brasil com S É Nação do Nordeste (Reedição do enredo de 2002 da Mangueira) |
| 7                  | Miúda da Cabuçu                        | Jubileu de Prata. Beth Carvalho, a Enamorada do Samba (Reedição do enredo de 1984 da Cabuçu)                  |
| 8                  | Tijuquinha do Borel                    | Entre Oui, Monsierur e Merci, os Franceses Chegaram à Sapucaí                                                 |
| 9                  | Aprendizes do Salgueiro                | Aprendizes, 20 Anos de Alegrias na Passarela                                                                  |
| 10                 | Pimpolhos da Grande Rio                | Caminhando e Brincando e Seguindo a Lição - 18 Anos do Estatuto da Criança e do Adolescente                   |
| 11                 | Golfinhos da Guanabara                 | Merci Beaucou, Me Deixa Passar, Vou Ali, Volto Já                                                             |
| 12                 | Infantes do Lins                       | Mundos Mágicos da Eterna Magia. O Universo Infantil - França Brasil                                           |
| 13                 | Petizes da Penha                       | Deixou de Ser... Para Ser Só Brasil                                                                           |
| 14                 | Ainda Existem Crianças na Vila Kennedy | Incrível! Fantástico! Extraordinário! (Reedição do enredo de 1979 da Portela)                                 |
| 15                 | Nova Geração do Estácio de Sá          | De França Antártica a Paris dos Trópicos                                                                      |
| 16                 | Estrelinha da Mocidade                 | No Sabor da Imaginação, a Estrelinha Faz Um Carnaval de Delícias                                              |

## Blocos de enredo
Os desfiles foram organizados pela Federação dos Blocos Carnavalescos do Estado do Rio de Janeiro (FBCERJ).

### Grupo 1
O desfile do Grupo 1 foi realizado a partir das 20 horas do sábado, dia 21 de fevereiro de 2009, na Avenida Rio Branco.
| Ordem dos desfiles |
| 1. Tradição Barreirense de Mesquita 2. Flor da Primavera 3. Boca de Siri 4. Raízes da Tijuca 5. Chatuba de Mesquita 6. Coroado de Jacarepaguá 7. Mocidade Unida de Manguariba 8. Simpatia do Jardim Primavera 9. Bloco do Barriga 10. União da Ponte |

#### Classificação
Boca de Siri foi o campeão. Últimos colocados, Simpatia do Jardim Primavera e Mocidade Unida de Manguariba foram rebaixados para o Grupo 2.
| Legenda: Campeão Rebaixados para o Grupo 2 |

| Col. | Bloco                            | Enredo                                                           | Carnavalesco(a)                                      | Pontos |
| ---- | -------------------------------- | ---------------------------------------------------------------- | ---------------------------------------------------- | ------ |
| 1    | Boca de Siri                     | Luiz Gonzaga do Povo                                             | Valério Guidinelle                                   | 204    |
| 2    | Chatuba de Mesquita              | A Noite Se Fantasiou                                             | Comissão de Carnaval                                 | 196    |
| 3    | Raízes da Tijuca                 | Os Primórdios de João Trinta                                     | Sérgio Silva                                         | 196    |
| 4    | Coroado de Jacarepaguá           | Mestre Louro, nem Melhor nem Pior, apenas Diferente              | Carlos Eduardo da Silva                              | 195    |
| 5    | Tradição Barreirense de Mesquita | Anatólio, a Pura Raiz do Samba                                   | Osmar Costa                                          | 194    |
| 6    | União da Ponte                   | Campina Grande, o Maior São João do Mundo                        | Isidro Cassilhas                                     | 193    |
| 7    | Flor da Primavera                | As Maravilhas do Meu Mundo                                       | Fabiano José dos Santos                              | 193    |
| 8    | Bloco do Barriga                 | A Minha Identidade                                               | Elmo Evangelista e José Nathanael de Macedo Sobrinho | 191    |
| 9    | Simpatia do Jardim Primavera     | Aviso aos Navegantes: Aracajú, a Folia Começa Aqui               | Raphael Ladeira                                      | 190    |
| 10   | Mocidade Unida de Manguariba     | O Equilíbrio de 2 Reinos, Águas e Florestas, Osùn e Odé, Logun é | Cláudio Fontes                                       | 186    |

### Grupo 2
O desfile do Grupo 2 foi realizado a partir das 20 horas do sábado, dia 21 de fevereiro de 2009, na Estrada Intendente Magalhães.
| Ordem dos desfiles |
| 1. Unidos das Vargens 2. Roda Quem Pode 3. Mocidade Unida da Mineira 4. Bloco do China 5. Falcão Dourado 6. Magnatas de Engenheiro Pedreira 7. Novo Horizonte 8. Tigre de Bonsucesso 9. Unidos de Tubiacanga 10. Império do Gramacho |

#### Classificação
Novo Horizonte foi o campeão, sendo promovido ao Grupo 1 junto com Unidos das Vargens e Império do Gramacho.
| Legenda: Promovidos ao Grupo 1 Rebaixados para o Grupo 3 |

| Col. | Bloco                           | Enredo                                     | Carnavalesco(a)                            | Pontos |
| ---- | ------------------------------- | ------------------------------------------ | ------------------------------------------ | ------ |
| 1    | Novo Horizonte                  | Um Paraíso Chamado Brasil                  | Antônio Carlos Pereira de Araújo (Cerezzo) | 193    |
| 2    | Unidos das Vargens              | O Brasil é Uma Festa                       | Paulo Alves                                | 193    |
| 3    | Império do Gramacho             | Sargentelli do Brasil na Explosão do Samba | Comissão de Carnaval                       | 191    |
| 4    | Falcão Dourado                  | Brasil Tropical, Terra de Samba e Pandeiro | Comissão de Carnaval                       | 190    |
| 5    | Unidos de Tubiacanga            | Sorte Tem Quem Acredita Nela               | Josemar Santos e Nagib M. Estrela          | 189    |
| 6    | Magnatas de Engenheiro Pedreira | Os Verdadeiros Donos da Terra              | Renato César Oliveira                      | 189    |
| 7    | Bloco do China                  | Um Passeio até Zanzibar                    | Dom Chico                                  | 189    |
| 8    | Tigre de Bonsucesso             | Um por Todos e Todos por Um Brasil Melhor  | Albertina Aparecida Lopes Rosa             | 177    |
| 9    | Mocidade Unida da Mineira       | Catumbi, Cantamos Seus Contos              | Oziene Furtado e David Higino              | 173    |
| 10   | Roda Quem Pode                  | Os Dez Artigos da Criança e do Adolescente | Valdemi Braz de São Pedro                  | 154    |

### Grupo 3
O desfile do Grupo 3 foi realizado a partir das 20 horas do sábado, dia 21 de fevereiro de 2009, na Rua Cardoso de Morais, em Bonsucesso.
| Ordem dos desfiles |
| 1. Arranco da Guarany de Piabetá 2. Unidos do Alto da Boa Vista 3. Unidos da Laureano 4. Colibri de Mesquita 5. Cometas do Bispo 6. Esperança de Nova Campina 7. Amizade da Água Branca 8. Unidos de Parada Angélica 9. Grilo de Bangu |

#### Classificação
Amizade da Água Branca foi o campeão, sendo promovido ao Grupo 2 junto com Unidos da Laureano e Grilo de Bangu.
| Legenda: Promovidos ao Grupo 2 |

| Col. | Bloco                         | Enredo                                                                                   | Carnavalesco(a)                  | Pontos |
| ---- | ----------------------------- | ---------------------------------------------------------------------------------------- | -------------------------------- | ------ |
| 1    | Amizade da Água Branca        | Saudade                                                                                  | Comissão de Carnaval             | 102    |
| 2    | Unidos da Laureano            | Me Dá 'Deizinho' aí Moço, na Moral!                                                      | Chico Perez                      | 101    |
| 3    | Grilo de Bangu                | A Lapa e a Sua Malandragem                                                               | Moisés Moura e Rogério Rodrigues | 100    |
| 4    | Colibri de Mesquita           | A Vida em Flores                                                                         | Comissão de Carnaval             | 100    |
| 5    | Esperança de Nova Campina     | Alimentar a Alegria Faz Bem                                                              | Comissão de Carnaval             | 100    |
| 6    | Unidos de Parada Angélica     | As Sete Maravilhas do Rio                                                                | Almir Gomes da Costa             | 99     |
| 7    | Cometas do Bispo              | Os Verdadeiros Donos da Terra Chamada Brasil                                             | Jorge da Iná                     | 98     |
| 8    | Arranco da Guarany de Piabetá | Nasci, Cresci e Morri, Hoje Renasço das Cinzas, Arranco da Guarany Rumo ao Carnaval 2009 | Comissão de Carnaval             | 96     |
| 9    | Unidos do Alto da Boa Vista   | Floresta da Tijuca, o Coração Verde do Rio                                               | Comissão de Carnaval             | 78     |